# Loïs Habert
Loïs Habert (ur. 18 listopada 1983 w Valence) – francuski biathlonista, reprezentant kraju w zawodach Pucharu Świata. Jego najlepszą pozycją było dziesiąte miejsce w sprincie, wywalczone 7 stycznia 2011 roku w Oberhofie. W 2006 zdobył srebrny medal w biegu indywidualnym podczas mistrzostw Europy w Langdorf.
Włada trzema językami: angielskim, włoskim oraz francuskim.
Jego żoną jest Marie Dorin Habert.

## Osiągnięcia

### Puchar Świata

#### Miejsca w klasyfikacji generalnej
| Sezon     | Miejsce |
| --------- | ------- |
| 2006/2007 | 56.     |
| 2007/2008 | 55.     |
| 2008/2009 | 87.     |
| 2009/2010 | 109.    |
| 2010/2011 | 42.     |
| 2011/2012 | 94.     |